# Renault Kangoo I
Renault Kangoo [kɑ̃ˈɡu] er et leisure activity vehicle fra Renault. Denne artikel omhandler den første modelgeneration, som var i produktion i årene 1997 til 2009.

## Historie
Kangoo (type KC) var efter den i efteråret 1996 introducerede Citroën Berlingo, som er og var hovedkonkurrent, det andet leisure activity vehicle og det første med én, senere to skydedøre. Da disse to modeller i et stort omfang bidrog til skabelsen af denne bilklasse, ser mange dem også som klassens grundlæggere. Kangoo havde på bagakslen torsionsaffjedring, som i dag kun sjældent finder anvendelse.
På grund af det danske afgiftssystem var Kangoo allerede ved introduktionen et godt bud (og i starten næsten alene i dette nichemarked) på en rummelig og praktisk fempersoners minivan med et stort bagagerum.
I starten fandtes Kangoo med to forskellige motorer: 1,2 liter benzin med 58 hk og 1,4 liter benzin med 75 hk. Stort set hele salget faldt på 1,4, da 1,2-versionen er umådeligt brystsvag. I 2002 kom der en 1,6 16V-motor med 95 hk og et større drejningsmoment på 148 Nm (mod 114 Nm i 1,4). Samtidig kom der en dieselversion 1,5 dCi med 82 hk og 185 Nm, som dog grundet prisen aldrig slog an i Danmark.
- Bagfra

Teknisk set var første generation af Kangoo baseret på minibilen Renault Clio II. Modellen blev fremstillet mellem oktober 1997 og december 2007, og blev i løbet af sin levetid modificeret tre gange:
I sommeren 1999 tilkom til modelåret 2000 diverse detailmodifikationer såsom en skydedør i venstre side, sideairbags foran, Isofix-beslag, et nyt kombiinstrument og mulighed for automatgear i forbindelse med 1,4-motoren.
I foråret 2003 kom Kangoo i en faceliftet udgave kaldet Phase II, hvis frontpartis design var rettet mod de andre, dengang aktuelle Renault-modeller.
- Renault Kangoo
(2003–2005)
- Bagfra

Et yderligere mindre facelift (Phase III) fandt sted i oktober 2005.
- Renault Kangoo
(2005–2008)
- Bagfra

Personbilsudgaven fandtes i flere forskellige udstyrsvarianter, som f.eks. Authentique, Expression, Privilège og Edition Campus samt RT, RXE og RTE. Sidstnævnte var den billigste version. Der fandtes også forskellige specialudgaver med navne som Tahiti, for you, Montana, Oasis, Pampa, Ice, Alizé etc.
I slutningen af 2007 blev produktionen af Kangoo I flyttet fra Maubeuge til Marokko. Samtidig blev modelprogrammet indskrænket til to versioner, Kangoo Edition Campus 1,2 16V 75 med benzinmotor og Kangoo Edition 1,5 dCi 70 med dieselmotor. Flytningen af produktionen til Marokko var dog teknisk set så besværlig, at den endegyldigt blev afsluttet i slutningen af 2009, 12 år efter modellens oprindelige introduktion.
I dag produceres første generation af Kangoo i det nordlige Afrika af SOMACA samt i Brasilien af Renault do Brasil. I Nordafrika sælges modellen sideløbende med den aktuelle generation, som der hedder Kangoo Evolution.

## Nissan Kubistar
Kangoo blev i varebilsudgaven mellem august 2003 og januar 2009 også solgt gennem Nissans forhandlernet under navnet Nissan Kubistar som efterfølger for Nissan Vanette, dog ikke i Danmark.
I modsætning til Kangoo fandtes Kubistar kun som varebil, og med tre benzin- og dieselmotorer.
Hvor Renault Kangoo i januar 2008 kom i en ny udgave, fortsatte Nissan Kubistar uændret frem til starten af 2009, hvorefter den blev afløst af den af Nissan selv udviklede model Nissan NV200.
- Nissan Kubistar (2003−2009)

## Tekniske data

### Benzinmotorer
|                                                | 1.2                         | 1.2                         | 1.2 16V             | 1.4                             | 1.4                             | 1.6 16V                         |
| Byggeår                                        | 1997–2001                   | 2001–2007                   | 2002−2009           | 1997–2001                       | 2001–2003                       | 2002–2007                       |
| Motordata                                      |                             |                             |                     |                                 |                                 |                                 |
| Motorkode                                      | D7F 710/720/722/726/744/746 | D7F 710/720/722/726/744/746 | D4F 712/714/716     | E7J 634/635/780                 | K7J 700/701                     | K4M 750/752/753                 |
| Motortype                                      | R4-benzinmotor              | R4-benzinmotor              | R4-benzinmotor      | R4-benzinmotor                  | R4-benzinmotor                  | R4-benzinmotor                  |
| Antal ventiler pr. cylinder                    | 2                           | 2                           | 4                   | 2                               | 2                               | 4                               |
| Ventilstyring                                  | OHC, tandrem                | OHC, tandrem                | DOHC, tandrem       | OHC, tandrem                    | OHC, tandrem                    | DOHC, tandrem                   |
| Fødesystem                                     | Multipoint                  | Multipoint                  | Multipoint          | Multipoint                      | Multipoint                      | Multipoint                      |
| Trykladning                                    | –                           | –                           | –                   | –                               | –                               | –                               |
| Køling                                         | Vandkøling                  | Vandkøling                  | Vandkøling          | Vandkøling                      | Vandkøling                      | Vandkøling                      |
| Boring × slaglængde                            | 69,0 × 76,8 mm              | 69,0 × 76,8 mm              | 69,0 × 76,8 mm      | 75,8 × 77,0 mm                  | 75,8 × 77,0 mm                  | 79,5 × 80,5 mm                  |
| Slagvolume                                     | 1149 cm³                    | 1149 cm³                    | 1149 cm³            | 1390 cm³                        | 1390 cm³                        | 1598 cm³                        |
| Kompressionsforhold                            | 9,6:1                       | 9,6:1                       | 9,8:1               | 9,5:1                           | 9,5:1                           | 10,0:1                          |
| Maks. effekt ved omdr./min.                    | 43 kW (58 hk) 5250          | 44 kW (60 hk) 5250          | 55 kW (75 hk) 5500  | 55 kW (75 hk) 5500              | 55 kW (75 hk) 5500              | 70 kW (95 hk) 5000              |
| Maks. drejningsmoment ved omdr./min.           | 93 Nm 2500                  | 93 Nm 2500                  | 114 Nm 2800         | 114 Nm 4250                     | 114 Nm 4250                     | 148 Nm 3750                     |
| Kraftoverførsel                                |                             |                             |                     |                                 |                                 |                                 |
| Drivende hjul (standardudstyr)                 | Forhjul                     | Forhjul                     | Forhjul             | Forhjul                         | Forhjul                         | Forhjul                         |
| Drivende hjul (ekstraudstyr)                   | –                           | –                           | –                   | –                               | –                               | Alle                            |
| Gearkasse (standardudstyr)                     | 5-trins manuel              | 5-trins manuel              | 5-trins manuel      | 5-trins manuel                  | 5-trins manuel                  | 5-trins manuel                  |
| Gearkasse (ekstraudstyr)                       | –                           | –                           | –                   | 4-trins automatisk              | 4-trins automatisk              | –                               |
| Præstationer1                                  |                             |                             |                     |                                 |                                 |                                 |
| Topfart                                        | 140 km/t                    | 136 km/t                    | 157 km/t            | 155 km/t (144 km/t)             | 153 km/t (147 km/t)             | 170 km/t [153 km/t]             |
| Acceleration 0-100 km/t                        | 17,2 sek.                   | 18,9 sek.                   | 13,5 sek.           | 14,3 sek. (17,3 sek.)           | 13,7 sek. (16,9 sek.)           | 10,7 sek. [13,1 sek.]           |
| Brændstofforbrug pr. 100 km ved blandet kørsel | 6,9 liter Blyfri 95         | 6,9 liter Blyfri 95         | 7,0 liter Blyfri 95 | 7,5 liter (7,9 liter) Blyfri 95 | 7,5 liter (7,9 liter) Blyfri 95 | 7,5 liter [8,6 liter] Blyfri 95 |

### Dieselmotorer
|                                                | 1.5 dCi            | 1.5 dCi            | 1.5 dCi            | 1.5 dCi            | 1.5 dCi            | 1.9 D              | 1.9 D              | 1.9 dTi            | 1.9 dCi            | 1.9 dCi            |
| Byggeår                                        | 2002−2005          | 2002−2005          | 2005−2009          | 2002−2005          | 2005−2007          | 1997−2005          | 1997−2005          | 1999−2005          | 2003−2005          | 2005−2007          |
| Motordata                                      |                    |                    |                    |                    |                    |                    |                    |                    |                    |                    |
| Motorkode                                      | K9K 700            | K9K 710            | K9K 704            | K9K                | K9K 702            | F8Q 662            | F8Q 630/632        | F9Q 780            | F9Q 790            | F9Q 782            |
| Motortype                                      | R4-dieselmotor     | R4-dieselmotor     | R4-dieselmotor     | R4-dieselmotor     | R4-dieselmotor     | R4-dieselmotor     | R4-dieselmotor     | R4-dieselmotor     | R4-dieselmotor     | R4-dieselmotor     |
| Antal ventiler pr. cylinder                    | 2                  | 2                  | 2                  | 2                  | 2                  | 2                  | 2                  | 2                  | 2                  | 2                  |
| Ventilstyring                                  | OHC, tandrem       | OHC, tandrem       | OHC, tandrem       | OHC, tandrem       | OHC, tandrem       | OHC, tandrem       | OHC, tandrem       | OHC, tandrem       | OHC, tandrem       | OHC, tandrem       |
| Fødesystem                                     | Commonrail         | Commonrail         | Commonrail         | Commonrail         | Commonrail         | Forkammer          | Forkammer          | Direkte            | Commonrail         | Commonrail         |
| Trykladning                                    | Turbolader         | Turbolader         | Turbolader         | Turbolader         | Turbolader         | –                  | –                  | Turbolader         | Turbolader         | Turbolader         |
| Køling                                         | Vandkøling         | Vandkøling         | Vandkøling         | Vandkøling         | Vandkøling         | Vandkøling         | Vandkøling         | Vandkøling         | Vandkøling         | Vandkøling         |
| Boring × slaglængde                            | 76,0 × 80,5 mm     | 76,0 × 80,5 mm     | 76,0 × 80,5 mm     | 76,0 × 80,5 mm     | 76,0 × 80,5 mm     | 80,0 × 93,0 mm     | 80,0 × 93,0 mm     | 80,0 × 93,0 mm     | 80,0 × 93,0 mm     | 80,0 × 93,0 mm     |
| Slagvolume                                     | 1461 cm³           | 1461 cm³           | 1461 cm³           | 1461 cm³           | 1461 cm³           | 1870 cm³           | 1870 cm³           | 1870 cm³           | 1870 cm³           | 1870 cm³           |
| Kompressionsforhold                            | 18,8:1             | 18,8:1             | 18,8:1             | 18,8:1             | 18,8:1             | 21,5:1             | 21,5:1             | 18,3:1             | 19,0:1             | 19,0:1             |
| Maks. effekt ved omdr./min.                    | 42 kW (57 hk) 4000 | 48 kW (65 hk) 4000 | 50 kW (68 hk) 4000 | 60 kW (82 hk) 4000 | 62 kW (84 hk) 4000 | 40 kW (54 hk) 4000 | 47 kW (64 hk) 4500 | 59 kW (80 hk) 4000 | 59 kW (80 hk) 4000 | 62 kW (84 hk) 4000 |
| Maks. drejningsmoment ved omdr./min.           | 130 Nm 2000        | 160 Nm 2000        | 160 Nm 2000        | 185 Nm 1750        | 185 Nm 1750        | 120 Nm 2250        | 120 Nm 2250        | 160 Nm 2000        | 180 Nm 2000        | 180 Nm 2000        |
| Kraftoverførsel                                |                    |                    |                    |                    |                    |                    |                    |                    |                    |                    |
| Drivende hjul                                  | Forhjul            | Forhjul            | Forhjul            | Forhjul            | Forhjul            | Forhjul            | Forhjul            | Forhjul            | Alle               | Alle               |
| Gearkasse                                      | 5-trins manuel     | 5-trins manuel     | 5-trins manuel     | 5-trins manuel     | 5-trins manuel     | 5-trins manuel     | 5-trins manuel     | 5-trins manuel     | 5-trins manuel     | 5-trins manuel     |
| Præstationer                                   |                    |                    |                    |                    |                    |                    |                    |                    |                    |                    |
| Topfart                                        | 137 km/t           | 146 km/t           | 148 km/t           | 155 km/t           | 157 km/t           | 135 km/t           | 145 km/t           | 160 km/t           | 142 km/t           | 147 km/t           |
| Acceleration 0-100 km/t                        | 18,6 sek.          | 16,3 sek.          | 16,0 sek.          | 12,5 sek.          | 11,3 sek.          | 21,3 sek.          | 19,5 sek.          | 14,1 sek.          | 16,2 sek.          | 16,2 sek.          |
| Brændstofforbrug pr. 100 km ved blandet kørsel | 5,3 liter Diesel   | 5,5 liter Diesel   | 5,5 liter Diesel   | 5,3 liter Diesel   | 5,3 liter Diesel   | 5,4 liter Diesel   | 6,0 liter Diesel   | 5,7 liter Diesel   | 7,4 liter Diesel   | 7,4 liter Diesel   |

## Specialmodeller

### KangooElectri' Cité
Renault Kangoo Electri' Cité, som kun blev markedsført i Frankrig, blev drevet rent elektrisk af nikkel-cadmium-akkumulatorer (NiCd) fra Saft i kombination med en 25 kW (34 hk) stærk elektromotor, som trak på forhjulene. Modellen kunne køre op til 110 km/t og havde en rækkevidde på 80 til 100 km. Strømforbruget lå på ca. 25 kWh pr. 100 km. Modellen havde indbygget en ladeapparat til 230 V/50 Hz, som kunne skifte mellem 2,2 kW (10A-sikring eller 3,5 kW (16A-sikring).

### KangooElect'road RE
Kangoo Elect'road RE (RE står for Range Extender) blev ligeledes udelukkende solgt i Frankrig, og var en serielhybrid med NiCd-akkumulatorer fra Saft i kombination med en 25 kW (34 hk)-elektromotor og forhjulstræk. Modellen kunne køre op til 110 km/t og havde en rækkevidde på 80 til 100 km. Strømforbruget lå på ca. 25 kWh pr. 100 km. Generatoren blev drevet af en tocylindret benzinmotor med en effekt på 16 kW (22 hk), som efter behov kunne lade kørebatteriet op. Med en tankpåfyldning på 11 liter benzin kunne rækkevidden øges til 200 km. Denne bil er en af de meget få Plug-in-hybrids, hvis køreakkumulatorer, også kaldet traktionsakkumulatorer, kunne lades op med strøm fra en stikkontakt.
I mellemtiden blev der med Cleanova II udviklet en væsentligt forbedret Plug-in-hybridbil. Denne var blandt andet udstillet på Ever Monaco 2007 og kunne prøvekøres af besøgende fagfolk. En 60 kW (82 hk)-elektromotor og en 40 kW (55 hk) stærk tocylindret firetaktsbenzinmotor på 750 cm³ til enhver blanding af ethanol og benzin (fra firmaet Weber Motor) dannede en helt nyudviklet drivlinje, som med to elektronisk styrede koblinger kunne forene en serielhybriddrift ved hastigheder under 80 km/t og en parallelhybriddrift ved hastigheder over 80 km/t i én drivlinje. En lithium-jern-fosfat-akkumulator med en kapacitet på 24 kWh øgede ikke kun bilens rækkevidde, men reducerede også brændstofforbruget som følge af den bedre virkningsgrad. Normforbruget var ved bykørsel 14,4 kWh/100 km og ved landevejskørsel 19,6 kWh/100 km.

### Kangoo 4×4
Kangoo fandtes mellem slutningen af 2001 og midten af 2007 også i en 4×4-version med permanent firehjulstræk, både med benzin- og dieselmotor.
- Renault Kangoo 4×4
(2003–2007)
- Bagfra

## Sikkerhed
Kangoo I blev i 2003 kollisionstestet af Euro NCAP med et resultat på fire stjerner ud af fem mulige.
Det svenske forsikringsselskab Folksam vurderer flere forskellige bilmodeller ud fra oplysninger fra virkelige ulykker, hvorved risikoen for død eller invaliditet i tilfælde af en ulykke måles. I rapporterne Hur säker är bilen? er/var Kangoo I klassificeret som følger:
- 2013: Mindst 20% dårligere end middelbilen[9]
- 2015: Som middelbilen[10]